# Tethisea
Tethisea is een geslacht van kreeftachtigen uit de klasse van de Malacostraca (hogere kreeftachtigen).

## Soorten
- Tethisea alanwilliamsi Poore & Collins, 2015
- Tethisea indica Poore, 1994
- Tethisea mindoro Poore, 1997